# Jorma Hynninen

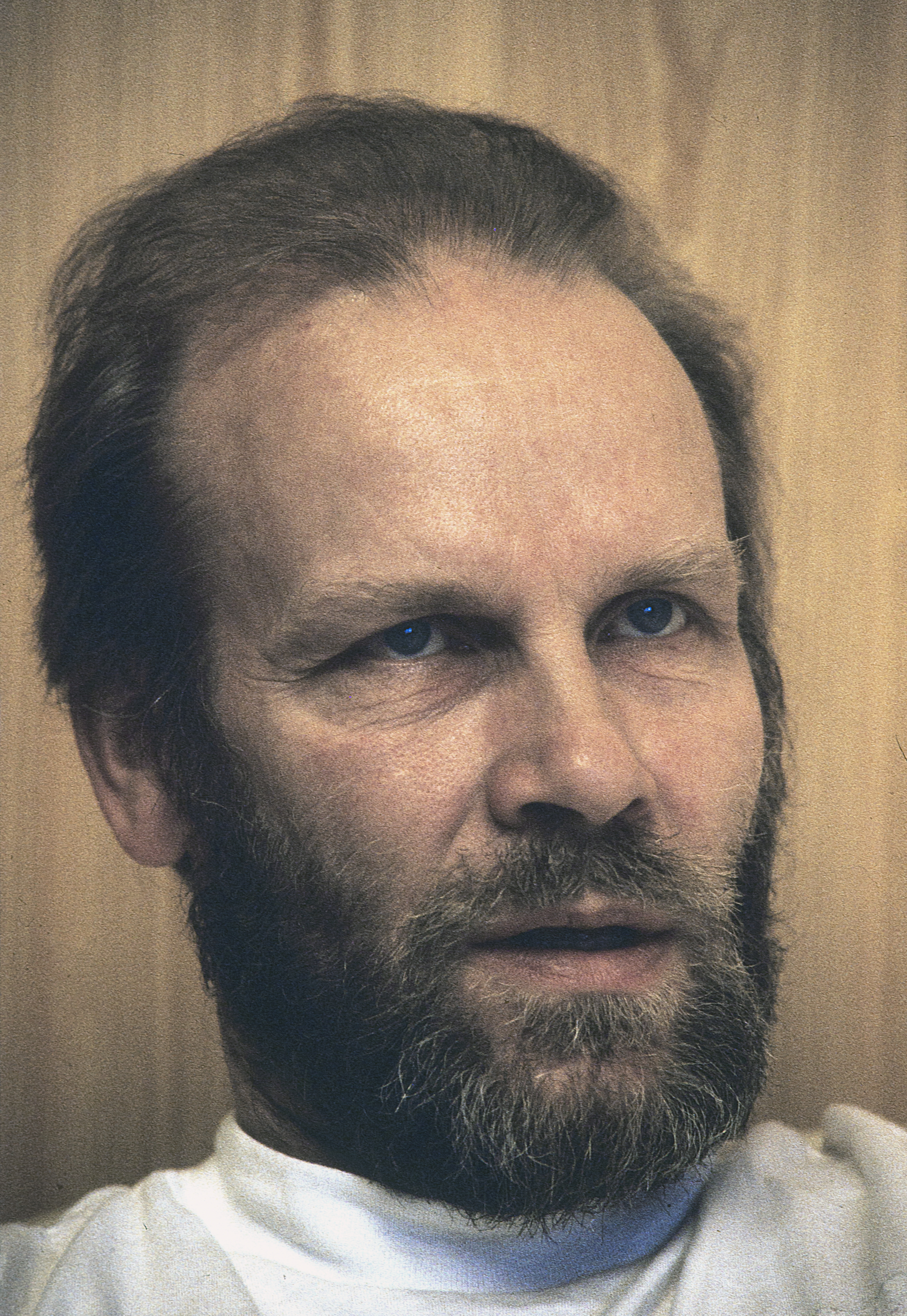
Jorma Hynninen im Jahr 1990

Jorma Kalervo Hynninen (* 3. April 1941 in Leppävirta) ist ein finnischer Opernsänger (Bariton).

## Leben
Hynninen singt Bariton und debütierte 1969 als Tonio in Pagliacci von Ruggero Leoncavallo an der Finnischen Nationaloper. Es schloss sich eine internationale Karriere an. Er war künstlerischer Leiter der Finnischen Nationaloper und übernahm später das Amt als Generalintendant der Savonlinna-Opernfestspiele.
Sein Repertoire umfasst Rollen in Stücken von Mozart, Verdi und Wagner aber auch zeitgenössischen Komponisten. So sang er Hauptrollen in finnischen Opern von Aulis Sallinen und Einojuhani Rautavaara.

## Diskografie (Auswahl)
- 1975: Oscar Merikanto (FI: Gold)[1]
- 2004: Kyllä tukkipoika tunnetaan (FI: Platin)